# Bedelaarskerkhof Willeskop
Bedelaarskerkhof Willeskop is een voormalige begraafplaats aan de N228 in de plaats Willeskop in de Nederlandse provincie Utrecht.
De begraafplaats was bedoeld voor dak- en thuislozen en voor mensen die onvoldoende geld bezaten om een uitvaart te kunnen betalen.
De grond voor de begraafplaats werd op 28 mei 1875 aangekocht door de gemeenten Hoenkoop en Willeskop voor een bedrag van 425 gulden. Wettelijk waren gemeenten in die tijd namelijk verplicht om een eigen begraafplaats te hebben. Ook mochten gemeenten samenwerken op dit gebied.
Het terrein van 700 m² is opgehoogd en wordt omringd door iepen, kastanjebomen, essen en meidoorn.
Oorspronkelijk liep er een grindpad over het terrein en stond er een lijkenhuisje aan het eind van dit pad.
Het is onduidelijk of er nog mensen begraven liggen op het terrein. De laatste uitvaart vond plaats in 1907. Het betrof een verdrinkingsgeval in Blokland. In de Tweede Wereldoorlog zouden er enkele kinderen begraven zijn. In 1959 werd er een verzoek ingediend voor opheffing van de begraafplaats.